# التخطيط للمشروع
التخطيط للمشروع هو أحد عمليات إدارة المشاريع، إذ تتعلق بجدولة المشروع كاستخدام مخطط غانت لوضع خطة التنفيذ وإصدار تقرير الإنجاز ضمن بيئة المشروع.
بدايةً، يتم تحديد نطاق المشروع والأساليب الملائمة لإنجازه. تتبع هذه الخطة تحديد المدة الزمنية اللازمة لإنجاز كل نشاط (إدارة مشاريع من أنشطة المشروع اللازمة لاستكمال العمل، يتم جمع هذه البيانات في هيكلية تقسيم العمل. تستخدم عملية التخطيط للمشروع غالباً لتنظيم جوانب المشروع المختلفة، بما في ذلك خطة المشروع وحِمْل العمل وإدارة فرق العمل والأفراد. يتم تحديد التبعيات المنطقية بين المهام المحددة باستخدام مخطط شبكة الأنشطة والتي تتيح تحديد المسار الحرج. عملية التخطيط للمشروع لا تكون مؤكّدة بطبيعتها وذلك أنها تتم قبل بدء المشروع فعلياً. وبناءً على ذلك، فإن المدة الزمنية اللازمة لإنجاز المهام تُقدّر تقديراً باتّباع طرق مختلفة للتقدير، منها اتباع طريقة (النقاط الثلاث) حيث يتم تحديد المدة اللازمة في حالة التفاؤل (أي لو لم يحدث أي أمر يعطل تفيذ المهمة) وفي حالة التشاؤم (بافتراض حدوث مخاطر) وفي حالة الوضع الطبيعي (حسب الخبرات). في طريقة «السلسلة الحرجة» تضاف «فترات احتياط» للخطة توقّعاً لأي تأخيرات محتملة أثناء تنفيذ المشروع. يمكن حساب فترة التعويم أو الركود في الجدول الزمني باستخدام برمجيات إدارة المشاريع. يمكن بعد ذلكتقدير الموارد اللازمة لكل نشاط وتخصيصها، وإعطاء التكلفة الإجمالية للمشروع. في هذه المرحلة يمكن إعادة ضبط جدولة المشروع لتحقيق أمثل جدول وذلك لتحقيق التوازن بين إدارة الموارد ومدة المشروع حتى يتم التوافق مع أهداف المشروع. بعد الموافقة على جدول المشروع، يصبح هذا الجدول ما يعرف بـ «الجدول الزمني الأساسي». يتم قياس الإنجاز مقارنةً بالجدول الزمني خلال فترة المشروع. وتعرف عملية تحليل الإنجاز مقارنةً مع الجدول الزمني الأساسي بـإدارة القيمة المكتسبة.
من مدخلات مرحلة التخطيط للمشروع كتابة ميثاق المشروع. أما المخرجات فتشمل المتطلبات والجدول الزمني وخطة المشروع.
يمكن إنجاز تخطيط المشروع يدوياً. لكن عند إدارة عدة مشاريع في وقت واحد، يكون من الأسهل استخدام برمجيات إدارة المشاريع.